# Тюбінг

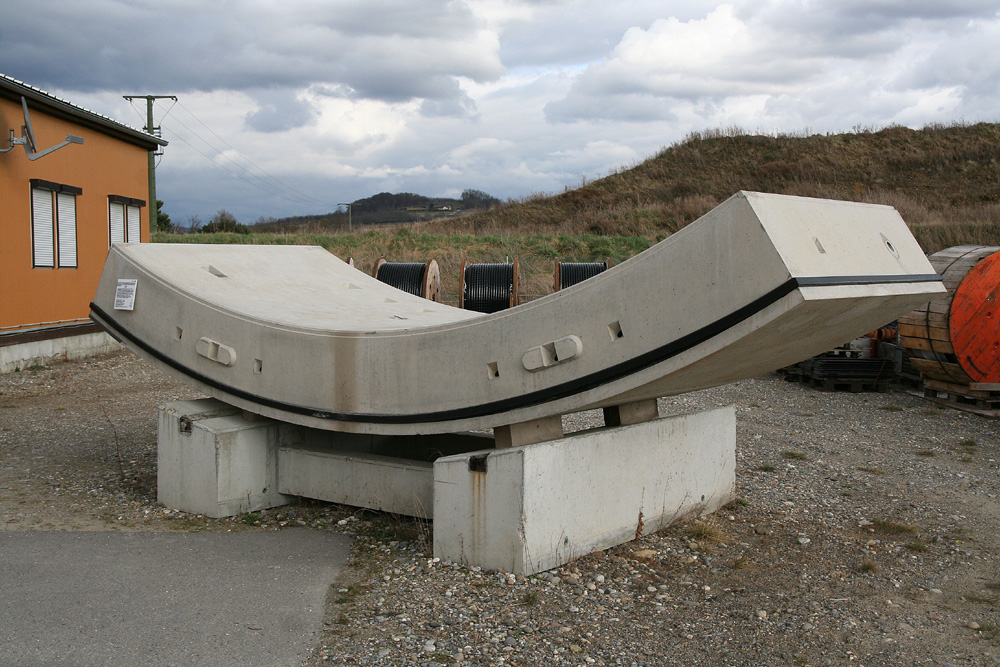

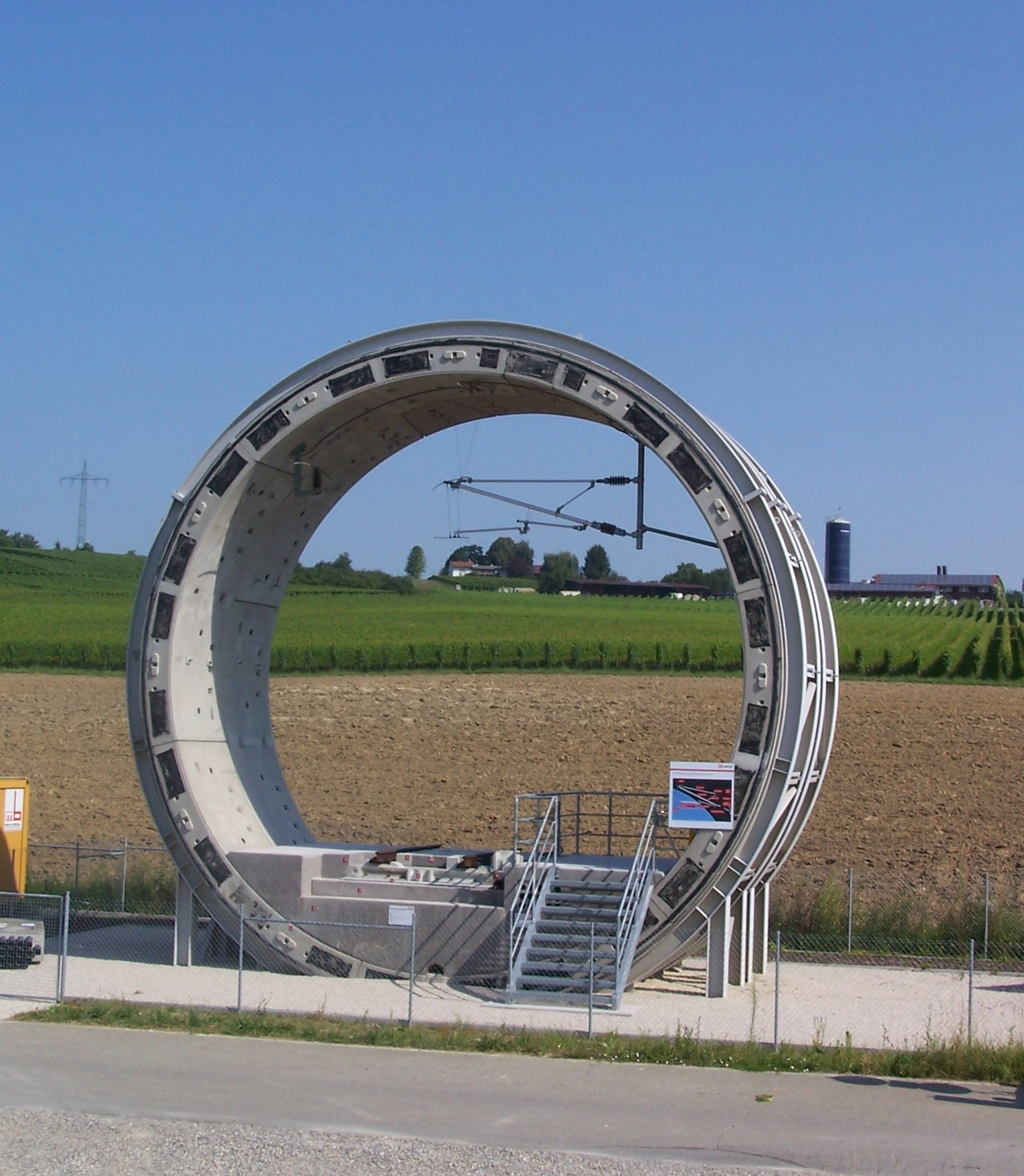

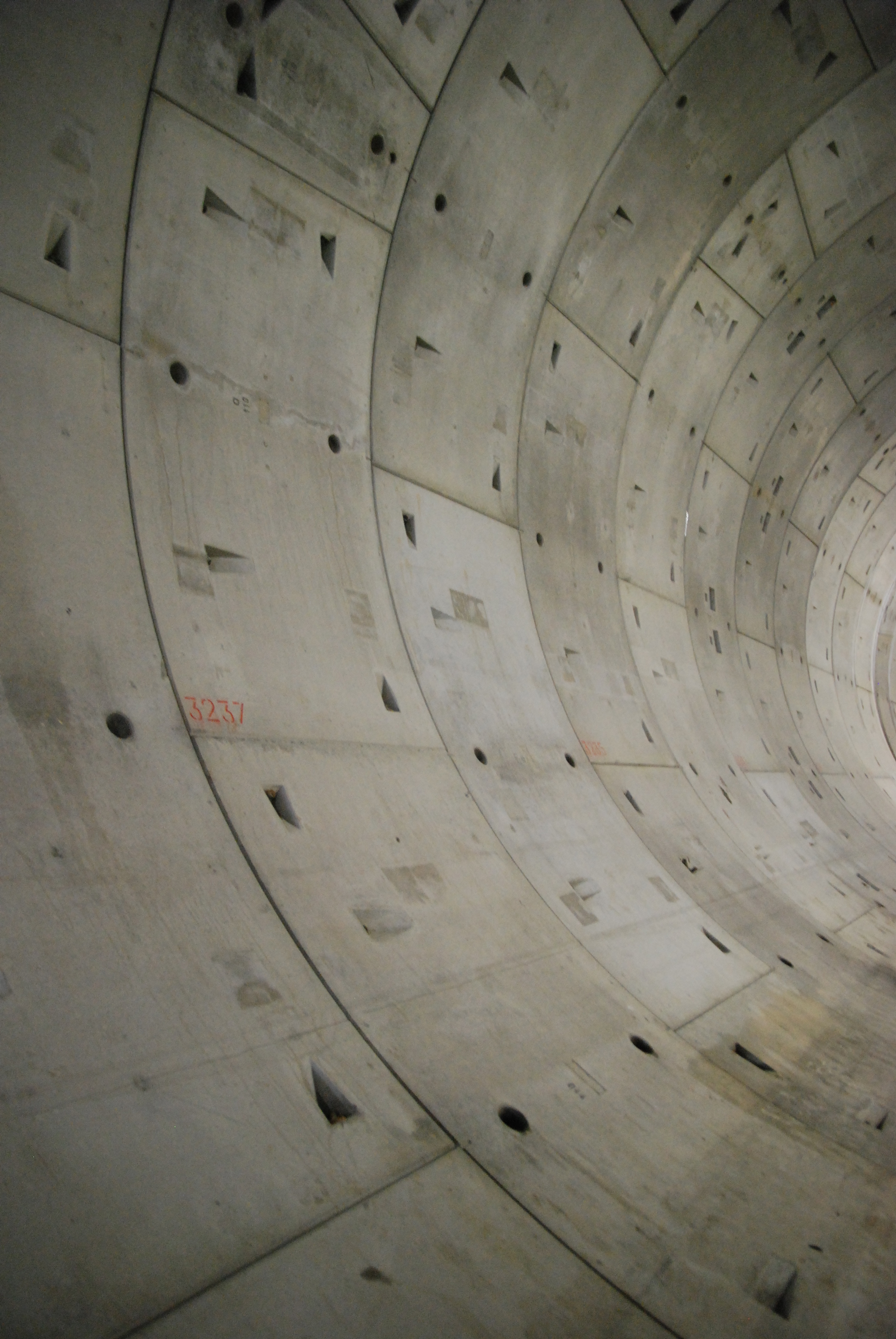

Тюбінг (англ. tubbing, cast-iron segment; нім. Tübbing m) — елемент (сегмент) постійної збірної конструкції, яка утворює і закріпляє внутрішню поверхню підземних виробок (споруд). Найчастіше застосовують при спорудженні тунелів і шахтних стовбурів.

## Застосування у тунелебудуванні
Сучасний тюбінг - це збірний бетонний сегмент оправи при будівництві тунелів. У найбільш поширеній формі сім сегментів утворюють повне кільце; тунель складається з великої кількості кілець. До тюбінгів пред'являються дуже високі вимоги щодо точності підгонки. Допустима похибка зазвичай знаходиться в діапазоні від одного до кількох міліметрів. Тому лиття зазвичай виконується в металевій опалубці. Залежно від геологічних вимог тюбінги виготовляються з ущільнювальними стрічками або без них.
У сучасному будівництві тунелів тюбінги встановлюють тунелебудівною машиною, яка, в свою чергу, просувається в осьовому напрямку, спираючись на тюбінги, які вже були закладені.
У будівництві тунелів в альпійських країнах кріплення тюбінгами почало переважати близько 100 років тому, коли тунелі будували в дедалі складніших геологічних умовах внаслідок збільшення руху транспорту. В останні десятиліття їх використання дещо скоротилося в результаті поширення ново-австрійського методу прокладання тунелів.
Щоб уможливити зміну напрямку, бетонні сегменти розроблені та виготовлені з невеликим скосом, щоб вони були на кілька сантиметрів ширші з одного боку. При установці на прямих ділянках тюбінги встановлюються по черзі на 180°, на кривих цей зсув переривається.
При підготовці до монтажу поперечних переходів у місці сполучення розміщуються спеціальні сталеві сегменти, які згодом легко демонтуються.